# Гоппа, Валерий Денисович
Валерий Денисович Го́ппа (род. 13 июня 1939 года, Кировоград) — советский и российский математик, известен как разработчик особого класса линейных кодов коррекции ошибок, использующих идеи из алгебраической геометрии — кодов Гоппы.
В 1956 году окончил Киевское суворовское училище, в 1964 году — факультет приборостроения МВТУ имени Баумана. В 1972 году получил премию общества проблем теории информации Института инженеров по электротехнике и электронике за лучшую статью за работу «Новый класс линейных корректирующих кодов». В 1981 году защитил в МИАН докторскую диссертацию «Коды на алгебраических кривых». Работал в ЦЭМИ, ИППИ АН СССР, Вычислительном центре АН СССР, читал спецкурс по алгебраической теории информации в Московском геологоразведочном институте.

## Избранная библиография
- В. Д. Гоппа. Универсальные неприводимые модули (неопр.). — Физматлит, 2004.
- В. Д. Гоппa. Введение в алгебраическую теорию информации. — Физматлит, 1995.
- В. Д. Гоппa. Geometry and Codes (Mathematics and its Applications) (англ.). — Boston, 1988.
- В. Д. Гоппa. Представления групп и алгебраическая теория информации. — Изв. РАН. Сер. матем., 1995.
- В. Д. Гоппa. Коды и информация (неопр.). — УМН, 1984.
- В. Д. Гоппa. Алгебраико-геометрические коды (неопр.). — Изв. АН СССР. Сер. матем., 1984.
- В. Д. Гоппa. Информация слов (начальное приближение –информация без памяти). — Журнал «Проблемы передачи информации», 1978.
- В. Д. Гоппa. Коды, ассоциированные с дивизорами (неопр.). — Журнал «Проблемы передачи информации», 1977.
- В. Д. Гоппa. Универсальное декодирование для симметричных каналов. — Журнал «Проблемы передачи информации», 1975.
- В. Д. Гоппa. Об исправлении произвольных шумов неприводимыми кодами. — Журнал «Проблемы передачи информации», 1974.
- В. Д. Гоппa. На неприводимых кодах достигается пропускная способность ДСК. — Журнал «Проблемы передачи информации», 1974.
- В. Д. Гоппa. Некоторые коды, построенные на базе (L,g)-кодов. — Журнал «Проблемы передачи информации», 1972.
- В. Д. Гоппa. Рациональное представление кодов и (L,g)-коды. — Журнал «Проблемы передачи информации», 1971.
- В. Д. Гоппa. Новый класс линейных корректирующих кодов. — Журнал «Проблемы передачи информации», 1970.